# Rob Affuso
Robert James Affuso, conhecido popularmente por Rob Affuso (nascido em 1º de março de 1963, Newburgh, Nova Iorque), é um baterista estadunidense de heavy metal, famoso por ser o ex-baterista do Skid Row, quando na sua formação original. Ele deixou a banda em 1996.
Affuso é atualmente o líder e baterista da banda Soulsystem, que ele formou enquanto estava em turnê com o Skid Row em 1992. Ele também fez a companhia de entretenimento Soulsystem Orchestras Inc. em Nova Iorque. Affuso tocou na banda Ozone Monday, com vários de seus ex-companheiros de Skid Row. Ele não participou da reunião do Skid Row em 1999, por não aceitar que Sebastian Bach não estivesse presente na mesma.

## Discografia

### Com o Skid Row

#### No estúdio
- Skid Row (1989)
- Slave to the Grind (1991)
- B-Side Ourselves (1992)
- Subhuman Race (1994)

#### Ao vivo
- Subhuman Beings on Tour (1995)

#### Compilações
- 40 Seasons: The Best of Skid Row (1998)

#### Participações
- Mötley Crüe - Dr. Feelgood (1989)
- Vários artistas - Stairway to Heaven/Highway to Hell (1989)
- Vários artistas - A Tribute to The Priest (2002)
- Vários artistas - A Tribute to the Creatures of the Night (2002)

### Outros álbuns
- Duff McKagan - Believe In Me (1993)
- Gilby Clarke - Pawnshop Guitars (1994)